# Stefano Gasparri
Stefano Gasparri (* 19. September 1949 in Rom) ist ein italienischer Mediävist, der sich vor allem mit dem Frühmittelalter befasst. Schwerpunkte sind dabei die Langobarden und die frühe Geschichte Venedigs.

## Leben und Wirken
Gasparri legte 1973 seine Laurea in Mittelalterlicher Geschichte an der Universität Rom ab, wo er auch von 1974 bis 1981 als Assistent tätig war, dann bis 1988 als Ricercatore di Storia Medievale. Damit verlagerte sich sein Schwerpunkt stärker auf die Forschung.
Von dort wechselte er als Professore associato an die Universität Venedig (1988–1994), um anschließend eine volle Professur an der Universität Genua zu erlangen. In diesem Amt wechselte er bereits 1995 wieder nach Venedig. Dort blieb er bis 2019 auf dem Lehrstuhl für Mittelalterliche Geschichte.
1997 bis 2003 saß er der Facoltà di Lettere e Filosofia vor, 2005 bis 2009 war er Direttore del Dipartimento di Studi Storici, um anschließend bis 2014 Prorettore vicario zu werden. 2015 bis 2018 und dann erneut bis 2021 war er Präsident der Società degli storici medievisti italiani (SISMED).
Er war Direktor der Zeitschrift Storia e Dossier bis 1989. Außerdem gründete er die Website Reti Medievali. Iniziative on line per gli studi medievistici.
Darüber hinaus arbeitet er in zahlreichen Fachgruppen mit, etwa am Corpus epigrafico medievale del Veneto, della Lombardia orientale e della Romagna fino al 1199, in enger Verbindung mit dem Centro Italiano di Studi sull’Alto Medioevo in Spoleto, das er wissenschaftlich beriet.

## Veröffentlichungen (Auswahl)
- I milites cittadini. Studi sulla cavalleria in Italia, Istituto Palazzo Borromini, Rom 1992. (academia.edu)
- Venezia fra i secoli VIII e IX. Una riflessione sulle fonti, in: Gino Benzoni, Marino Berengo, Gherardo Ortalli, Giovanni Scarabello (Hrsg.): Studi veneti offerti a Gaetano Cozzi, Vicenza 1992, S. 3–18. (rmoa.unina.it, archive.org, 13. Februar 2019 (PDF; 188 kB))
- Prima delle nazioni. Popoli, etnie e regni fra antichità e medioevo, Carocci, Rom 1997.
- mit Giovanni Levi, Pierandrea Moro (Hrsg.): Venezia. Itinerari per la storia della città, Il Mulino, Bologna 1997.
- mit Claudio Azzara: Le leggi dei Longobardi. Storia, memoria e diritto di un popolo germanico, Rom 2005. (online, PDF)
- Italien in der Karolingerzeit, in: Walter Pohl, Veronika Wieser (Hrsg.): Der frühmittelalterliche Staat. Europäische Perpektiven (=Forschungen zur Geschichte des Mittelalters, 16), Wien 2009, S. 63–71.
- Anno 713. La leggenda di Paulicio e le origini di Venezia, in: Uwe Israel (Hrsg.): Venezia. I giorni della storia, Venedig 2011, S. 27–45 (Paulicius).
- Italia longobarda. Il regno, i Franchi, il papato, Laterza, Rom/Bari 2012.
- mit Cristina La Rocca (Hrsg.): Tempi barbarici. L’Europa occidentale tra antichità e medioevo (300-900), Rom 2012.
- The formation of an early medieval community: Venice between provincial and urban identity, in: Veronica West-Harling (Hrsg.): Three empires, three cities: identity, material culture and legitimacy in Venice, Ravenna and Rome, 750-1000, Turnhout 2015, S. 35–50.
- Voci dai secoli oscuri. Un percorso nelle fonti dell’alto medioevo, Rom 2017.
- mit Sauro Gelichi (Hrsg.): The Age of Affirmation. Venice, the Adriatic and the Hinterland between the 9th and 10th Centuries, Turnhout 2017.
- mit Sauro Gelichi (Hrsg.): Venice and Its Neighbors from the 8th to 11th Century. Through Renovation and Continuity, Brill, 2018.
- The First Dukes and the Origins of Venice, in: Ders., Sauro Gelichi (Hrsg.): Venice and Its Neighbors from the 8th to 11th Century. Through Renovation and Continuity, Brill, 2018. (academia.edu)
- I mercanti nell’Italia longobarda e carolingia, in: Diane Chamboduc de Saint Pulgent, Marie Dejoux (Hrsg.): La fabrique des sociétés méditerranéennes. Le Moyen Âge de François Menant, Paris 2018, S. 37–47. (online)
- Desiderio, Salerno editrice, Rom 2019 (Desiderius, Langobardenkönig).
- mit Sauro Gelichi: Le isole del rifugio. Venezia prima di Venezia, Laterza, Bari/Rom 2024.